# Kreuz Kassel-Mitte
Kreuz Kassel-Mitte is een knooppunt in de Duitse deelstaat Hessen.
Op dit klaverbladknooppunt bij de stad Kassel kruist de A7 Hamburg-Füssen de A49 Schwalmstadt-Kassel.

## Geografie
Het knooppunt ligt zowel in de stad Kassel en de gemeente Lohfelden. Nabijgelegen stadsdelen zijn Crumbach van Lohfelden, Waldau, Erlenfeld en Forstfeld van Kassel.
Het knooppunt ligt 5 km ten zuidoosten van het stadscentrum van Kassel, ongeveer 40 km ten zuidwesten van Göttingen en ongeveer 65 km noordwesten van Eisenach.

## Trivia
Net ten westen van het knooppunt kruist de A49 de rivier de Fulda.
Net ten oosten van het knooppunt ligt het natuurgebied Meißner-Kaufunger Wald.

## Configuratie
Rijstrook
Nabij het knooppunt heeft de A7 2x4 rijstroken en de A49 heeft 2x2 rijstroken.
Alle verbindingswegen hebben één rijstrook.
Knooppunt
Het is een klaverbladknooppunt met rangeerbanen langs de A7.

## Verkeersintensiteiten
Dagelijks passeren ongeveer 116.000 voertuigen het knooppunt.
| Van                         | Naar                           | Gemiddeld aantal voertuigen per dag | Percentage vrachtverkeer |
| --------------------------- | ------------------------------ | ----------------------------------- | ------------------------ |
| AS Dreieck Kassel-Ost (A 7) | AK Kassel-Mitte                | 80.600                              | 18,2 %                   |
| AK Kassel-Mitte             | AD Kassel-Süd (A 7)            | 62.800                              | 21,0 %                   |
| Autobahnende (K 9)          | AK Kassel-Mitte                | 9.000                               | 13,0 %                   |
| AK Kassel-Mitte             | AS Kassel-Industriepark (A 49) | 27.400                              | 14,3 %                   |

## Richtingen knooppunt
| Aansluitende wegen                                                 | Aansluitende wegen | Aansluitende wegen | Aansluitende wegen | Aansluitende wegen                          |
| ------------------------------------------------------------------ | ------------------ | ------------------ | ------------------ | ------------------------------------------- |
| richting Kassel / Marburg                                          |                    |                    |                    | richting Kassel-Ost / Hannover Hamburg      |
|                                                                    |                    |                    |                    |                                             |
|                                                                    |                    |                    |                    |                                             |
|                                                                    |                    |                    |                    |                                             |
| richting Dreieck Kassel-Süd Erfurt / Dortmund Würzburg / Frankfurt |                    |                    |                    | richting GVZ Kassel Ind. Lohfeldener Rüssel |